# شوراب علیا (سرخس)
شوراب علیا (سرخس)، روستایی از توابع بخش مرزداران شهرستان سرخس در استان خراسان رضوی ایران است.

## جمعیت
این روستا در دهستان پل خاتون قرار دارد و براساس سرشماری مرکز آمار ایران در سال ۱۳۸۵، جمعیت آن ۳۲۵ نفر (۵۵خانوار) بوده‌است.